# Vicente Grisanti
Vicente Grisanti fue presidente del Consejo Supremo Electoral de Venezuela entre 1951 y 1952. En las elecciones a la Asamblea Nacional Constituyente de Venezuela de 1952, resultó evidente que el partido Unión Republicana Democrática (URD) ganó los comicios y que el candidato Jóvito Villalba fue el diputado electo con el mayor número de votos, pero la dictadura militar encabezada por la Junta de Gobierno decidió desconocer los resultados.
Grisanti, como presidente del Consejo Supremo Electora, se negó a alterar los resultados y se refugió en la embajada de Brasil. Once de los quince miembros del Consejo Supremo renunciaron por su rechazo a falsificar los resultados, y como resultado el gobierno militar designó a un nuevo Consejo dispuesto a anunciar resultados favorables a la Junta.